# Wan (Bondigui)
Pour les articles homonymes, voir Wan.
Wan est un village du département et la commune rurale de Bondigui, situé dans la province de la Bougouriba et la région du Sud-Ouest au Burkina Faso.

## Géographie

### Démographie
- En 2006, le village comptait 1 102 habitants recensés, dont 51 % de femmes[1].